# Maciej Kaczorowski
Maciej Kaczorowski (ur. 20 czerwca 1980 w Szczecinie)  – polski piłkarz występujący na pozycji pomocnika lub napastnika.
Wychowanek Pogoni Szczecin, w barwach której występował w latach 1999–2003 z epizodem w Arce Gdynia wiosną 2003 roku. Następnie zawodnik GKS Bełchatów w latach 2003–2004, Ruchu Chorzów (runda wiosenna sezonu 2004/2005), FSV Optik Rathenow (Niemcy). W rundzie jesiennej sezonu 2006/2007 był zawodnikiem Floty Świnoujście, a od rundy wiosennej tego samego sezonu gra w amatorskim niemieckim klubie FSV Ulstertal Geisa 1866. Obecnie gra w Klubie Pomorzanin Przybiernów.
W I lidze rozegrał 45 spotkań (wszystkie w barwach Pogoni) i zdobył 1 gola w 6 min. meczu przeciwko Śląskowi Wrocław, 18 sierpnia 2001 (2-1).